# 캐리 겐젤
캐리 겐젤(Carrie Genzel, 1971년 9월 18일 ~ )은 캐나다의 배우이다.
밴쿠버에서 태어났다.

## 출연 작품
- 페럴렐 (2018년)
- 맥스 2: 화이트 하우스 히어로 (2017년)
- 더 레이오버 (2017년)
- 데얼 워칭 (2016년)
- 맘스 블라인드 데이트 (2015년)
- 데드 라이징: 와치타워 (2015년)
- 이블 피드 (2013년)
- 패스터스 와이프 (2011년) - 엘리자베스 역
- 라이스 비트윈 프렌즈 (2010년)
- 죽여줘! 제니퍼 (2009년)
- 파르나서스 박사의 상상극장 (2009년) - 저널리스트 역
- 왓치맨 (2009년) - 잭키 케네디 역
- 파 크라이 (2008년) - 투어리스트 로라 역
- 잃어버린 세계 - 지구속으로 (2008년) - 카렌 라일리 역
- 플래쉬 고든 (2007년)
- 블러드레인 2 (2007년)
- 포스탈 (2007년)
- 88분 (2007년)
- 디스펑크션 (2006년)
- 다크 스톰 (2006년)
- 사커 독 (1999년)
- 위험한 비상구 (1997년)
- 사이버 러브 (1995년)
- 킬링 나이트 (1995년)

### 텔레비전
- 피켓 펜스 (1995)
- 더 볼드 앤 더 뷰티풀 (1995)
- 우리 생애 나날들 (1995-98)
- 카일 XY (2006)